# Lijst van gemeenten in Ankara
Onderstaande lijst bevat alle gemeenten (2000) in de Turkse provincie Ankara.
| District        | Gemeente        |
| --------------- | --------------- |
| Akyurt          | Akyurt          |
| Altındağ        | Altındağ        |
| Altındağ        | Altınova        |
| Ayaş            | Ayaş            |
| Ayaş            | Çanıllı         |
| Ayaş            | Oltan           |
| Ayaş            | Sinanlı         |
| Bala            | Afşar           |
| Bala            | Bala            |
| Bala            | Karaali         |
| Bala            | Kesikköprü      |
| Beypazarı       | Beypazarı       |
| Beypazarı       | Karaşar         |
| Beypazarı       | Kırbaşı         |
| Beypazarı       | Uruş            |
| Çamlıdere       | Çamlıdere       |
| Çamlıdere       | Peçenek         |
| Çankaya         | Çankaya         |
| Çubuk           | Çubuk           |
| Çubuk           | Esenboğa        |
| Çubuk           | Sirkeli         |
| Çubuk           | Yukarıçavundur  |
| Elmadağ         | Elmadağ         |
| Elmadağ         | Hasanoğlan      |
| Elmadağ         | Lalahan         |
| Elmadağ         | Yeşildere       |
| Etimesgut       | Etimesgut       |
| Etimesgut       | Etimesgut       |
| Evren           | Evren           |
| Gölbaşı         | Bezirhane       |
| Gölbaşı         | Gölbaşı         |
| Gölbaşı         | Karagedik       |
| Gölbaşı         | Selametli       |
| Güdül           | Çağa            |
| Güdül           | Güdül           |
| Güdül           | Sorgun          |
| Güdül           | Yeşilöz         |
| Haymana         | Balçıkhisar     |
| Haymana         | Bumsuz          |
| Haymana         | Çalış           |
| Haymana         | Haymana         |
| Haymana         | Oyaca           |
| Haymana         | Yenice          |
| Haymana         | Yurtbeyli       |
| Kalecik         | Kalecik         |
| Kazan           | Kazan           |
| Keçiören        | Bağlum          |
| Keçiören        | Keçiören        |
| Keçiören        | Pursaklar       |
| Keçiören        | Saray           |
| Kızılcahamam    | Çeltikçi        |
| Kızılcahamam    | Kızılcahamam    |
| Mamak           | Kutludüğün      |
| Mamak           | Mamak           |
| Nallıhan        | Çayırhan        |
| Nallıhan        | Nallıhan        |
| Nallıhan        | Sarıyar         |
| Polatlı         | Polatlı         |
| Polatlı         | Temelli         |
| Sincan          | Sincan          |
| Sincan          | Yenikent        |
| Şereflikoçhisar | Çalören         |
| Şereflikoçhisar | Devekovan       |
| Şereflikoçhisar | Gülhüyük        |
| Şereflikoçhisar | Kaçarlı         |
| Şereflikoçhisar | Şereflikoçhisar |
| Yenimahalle     | Yenimahalle     |
| Ankara          | Ankara          |